# Vojkovce
Vojkovce és un poble i municipi d'Eslovàquia. Es troba a la regió de Košice, a l'est del país.

## Història
La primera referència escrita de la vila data del 1300.

## Demografia
| Godina             | 1994 | 2004   | 2014   | 2024   |
| ------------------ | ---- | ------ | ------ | ------ |
| Nombre de persones | 446  | 445    | 425    | 407    |
| Diferència         |      | −0,22% | −4,49% | −4,23% |

| Godina             | 2023 | 2024 |
| ------------------ | ---- | ---- |
| Nombre de persones | 407  | 407  |
| Diferència         |      | +0%  |